# شارع الزبيري
هو أقدم وأطول شارع في مدينة صنعاء اليمنية.

## التسمية
سمي نسبة إلى الشاعر والثائر اليمني محمد محمود الزبيري.

## موقعه وأهميته
يتوسط هذا الشارع العاصمة اليمنية، ويمتد من جبل عصر غربًا إلى باب اليمن شرقاً مروراً بتقاطع شارع الستين-عصر وجسر كنتاكي وجولة الشراعي، ويبلغ طوله حوالي 8 كم، وهو شريان حيوي ومهم؛ وتوجد على واجهتي الشارع وبالقرب منه العديد من المرافق الحيوية مثل الوزارات والبنوك وشركات الاتصالات والمحلات التجارية. شهد هذا الشارع بعض الاشتباكات أثناء الثورة الشبابية اليمنية حيث كان فاصلًا بين القوات الموالية للثورة والقوات الموالية لعلي عبد الله صالح.

## تغيير اسم الشارع إلى شارع اسماعيل هنية
تناقلت وسائل إعلام ومواقع إخبارية يمنية مختلفة ومنها تابعة وقريبة لحركة أنصار الله الحوثيون خبر إقدام الحركة على تغيير اسم شارع الزبيري في العاصمة صنعاء، واستبداله باسم «شارع إسماعيل هنية» رئيس المكتب السياسي لحركة حماس الذي قتل في عملية اغتيال إسرائيلية في طهران. وقد أثار هذا القرار حفيظة واستهجان ورفض اليمنيين لهذا القرار معتبرين هذه الخطوة عداء واضح لثورة 26 سبتمبر واستهدافًا واضحاً لرموزها التاريخية والنضالية وكل ما يمت لها بِصلة، وهي الثورة التي أسقطت النظام الإمامي الملكي عام 1962 وإعلان الجمهورية والسعي لمحو رموزها التي تم وضع اسمائهم على العديد من المدارس والشوارع وأقسام الشرطة وغيرها، متسائلين عن سبب اختيار حركة أنصار الله لهذا الشارع دون غيره من الشوارع الأخرى. وسبق وأن أقدمت الحركة على تغيير أسماء اغلب الرموز اليمنية من المدارس والمعاهد والمستشفيات ومن ضمن ذلك إزالة صور الشاعر والثائر محمد محمود الزبيري وقصائده من المناهج الدراسية ومن المتحف الوطني أيضا، وأن الحوثيين بدءوا بالفعل في إزالة اللوحات التي تحمل إسم شًارع الزبيري تمهيدا لرفع صور إسماعيل هنية وتحتها إسم شارع الشهيد إسماعيل هنية في استغلال مكشوف للقضية الفلسطينية بهدف طمس رموز الثورة اليمنية 26 سبتمبر 1962م ونظامها الجمهوري.